# Pilotis

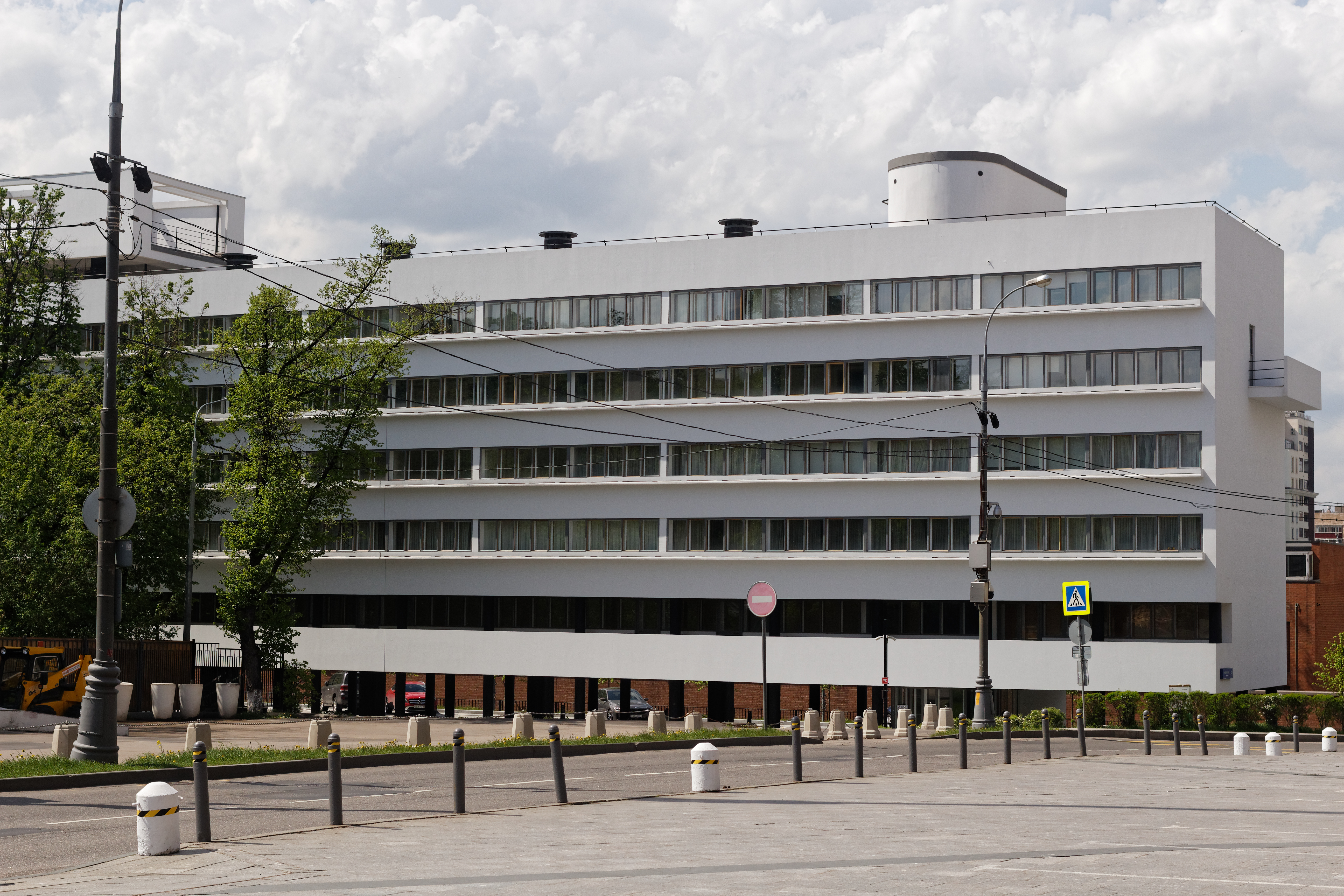
Modernizm: apartamentowiec Narkomfin w Moskwie, M. Ginzburg (1930)

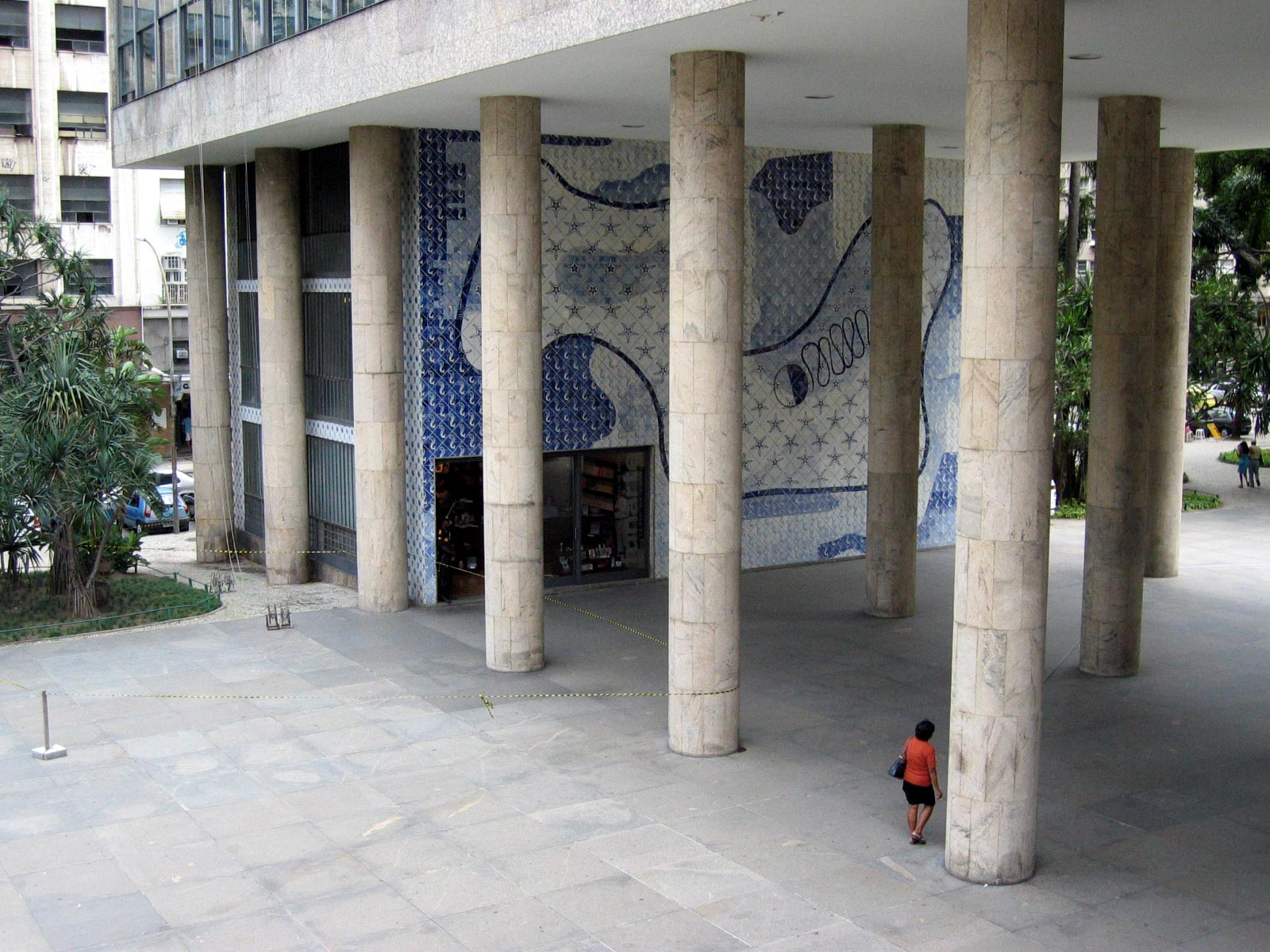
Modernizm: Palácio Gustavo Capanema (ministerstwo edukacji i zdrowia) w Rio de Janeiro. Lucio Costa, Oscar Niemeyer, Le Corbusier (1936). Zastosowanie w budynku słupów nie zaburza zastanego krajobrazu bogatego w palmy i pozwala na oszczędność miejsca w zatłoczonym centrum miasta.

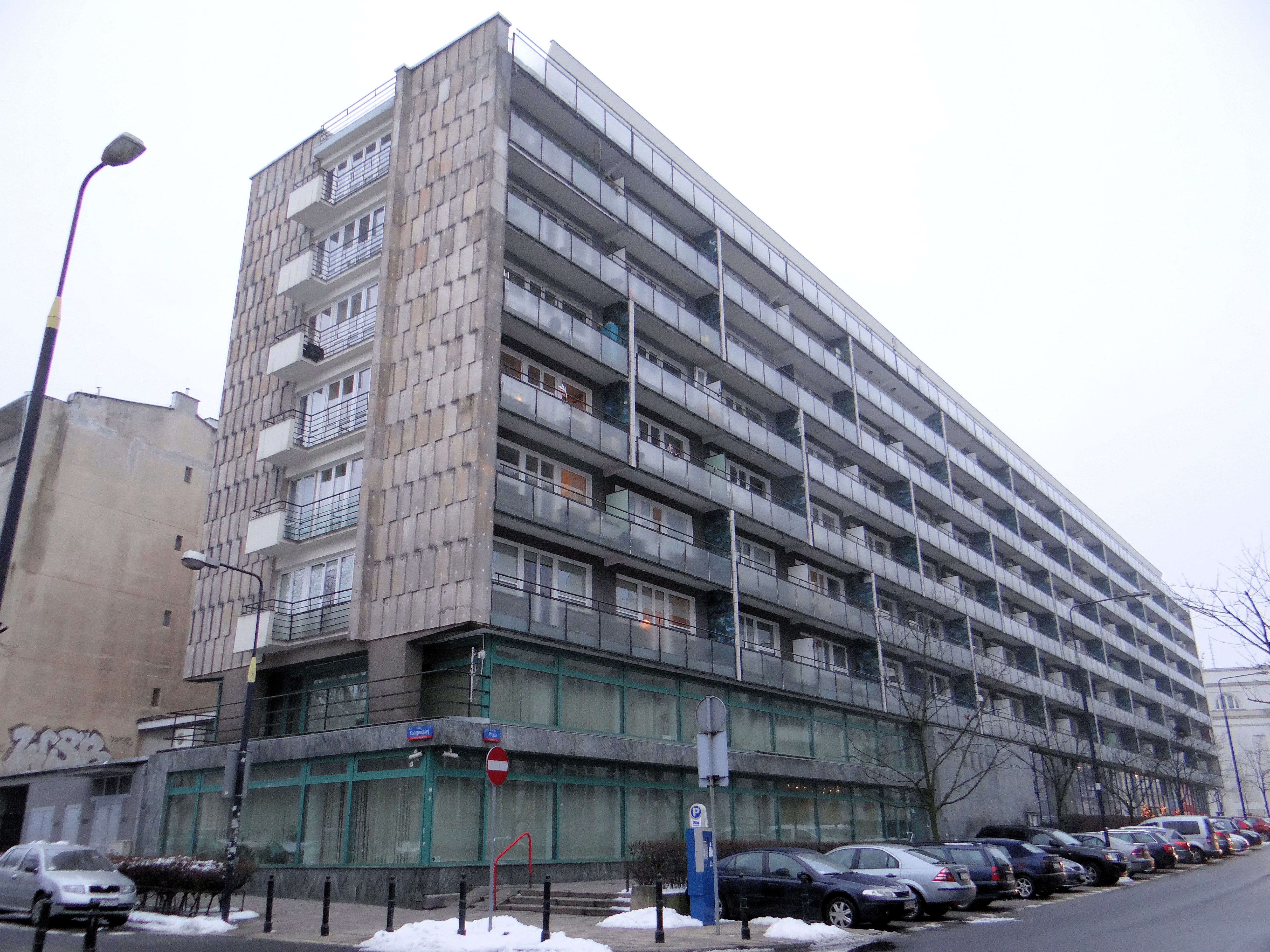
Blok mieszkalny Polskiej Akademii Nauk w Warszawie, modernizm (1964). Liczne żelbetowe pilotisy pełnią różne funkcje takie jak konstrukcyjne, dekoracyjne we wnętrzach oraz praktyczne, ponieważ chronią pieszych przed słońcem i deszczem w podcieniach z drugiej strony budynku.

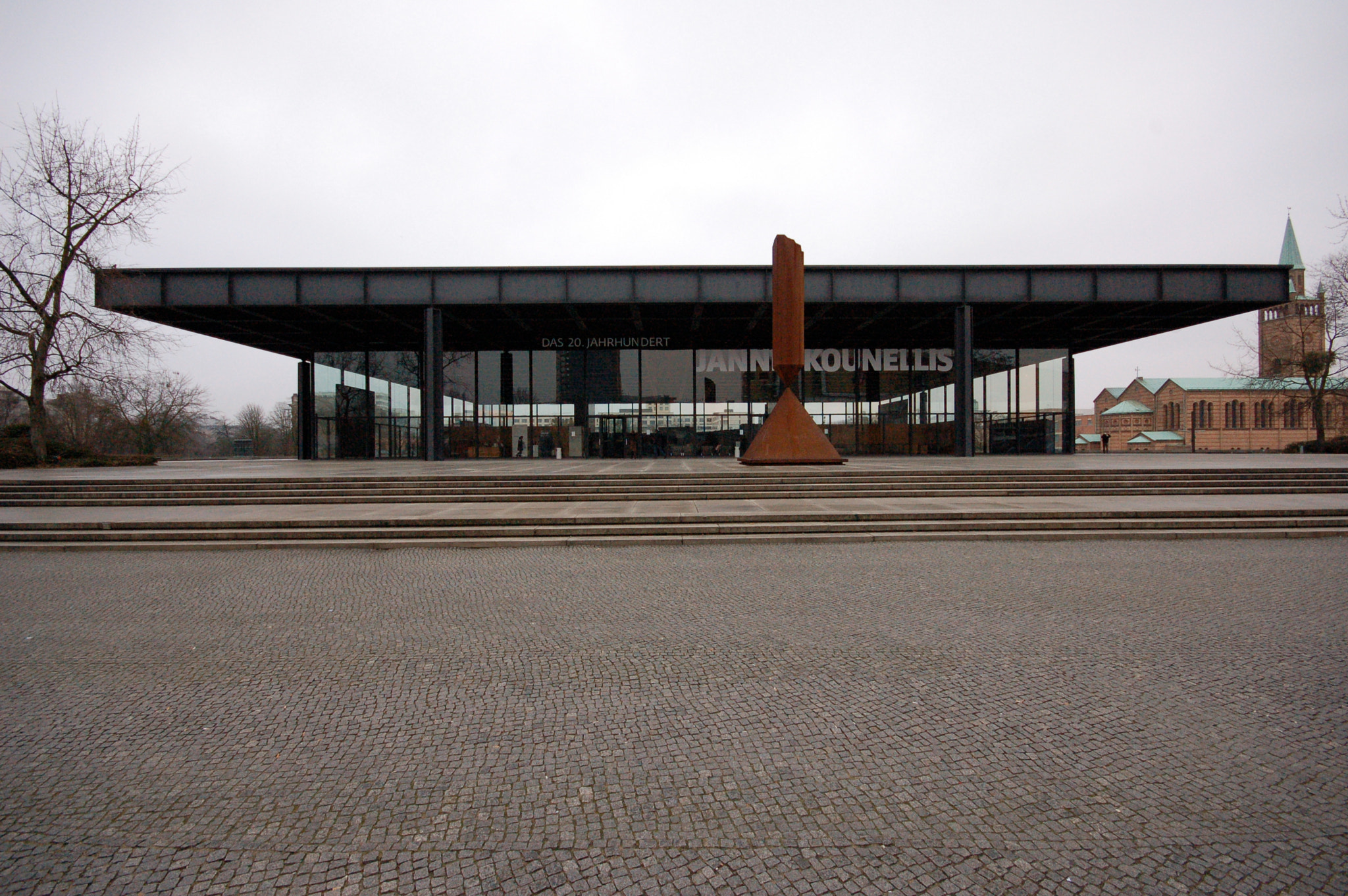
Nowa Galeria Narodowa w Berlinie, arch. Ludwig Mies van der Rohe, modernizm (1968). Stropodach unosi się w powietrzu nad ziemią na prawie niewidocznych słupach ze stali, wyjątkowy efekt wizualny i funkcjonalny jest osiągnięciem architektury modernizmu. Ściana kurtynowa została wykonana ze szkła.

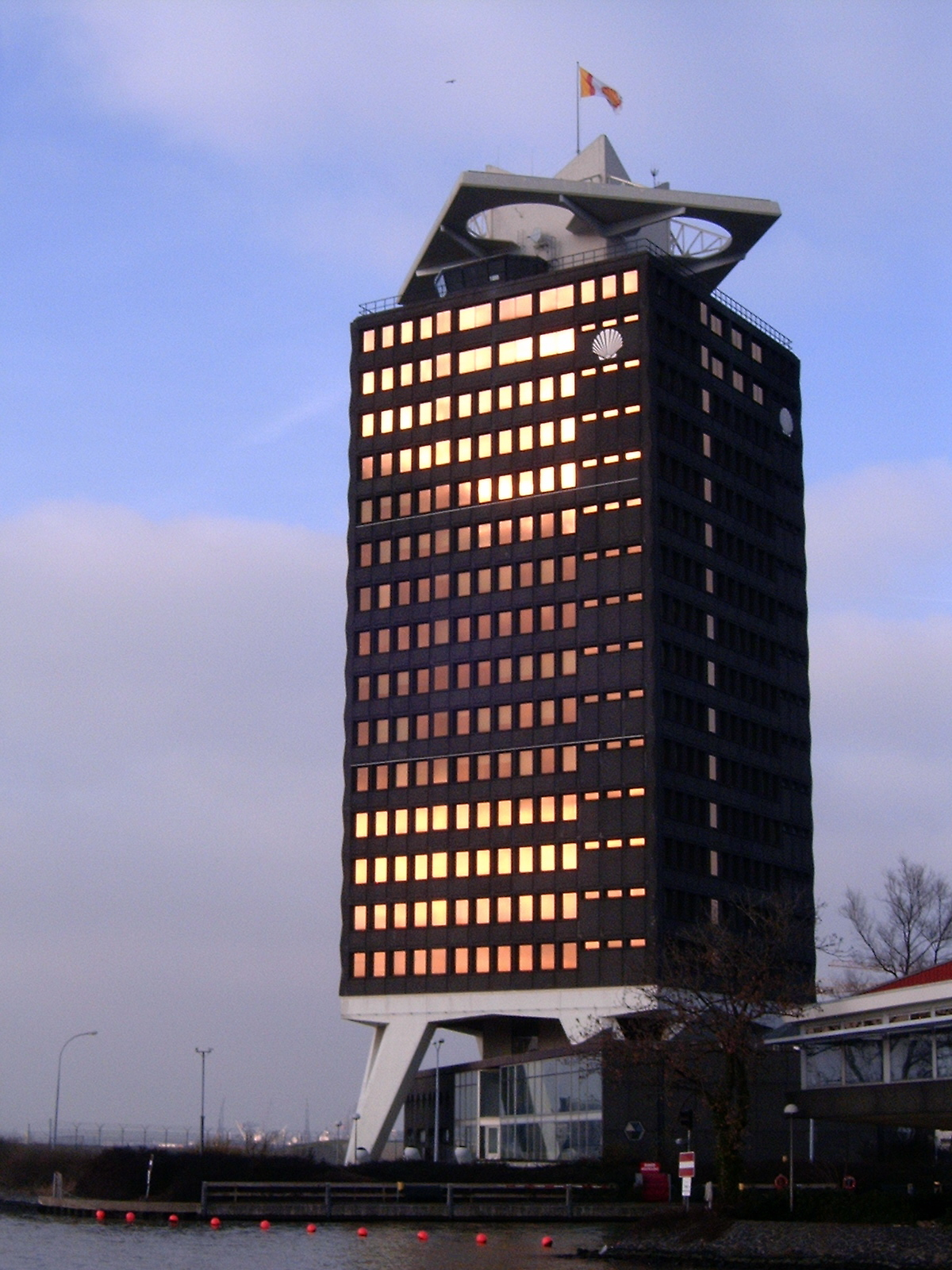
Wieżowiec Shella w Amsterdamie, arch. Arthur Staal (1971). Modernistyczny budynek unosi się w powietrzu nad ziemią na swoich żelbetowych „nogach”.

Uniwersytet Florydy (1979). Pod modernistycznym budynkiem unoszącym się na słupach jest miejsce na bujną roślinność.

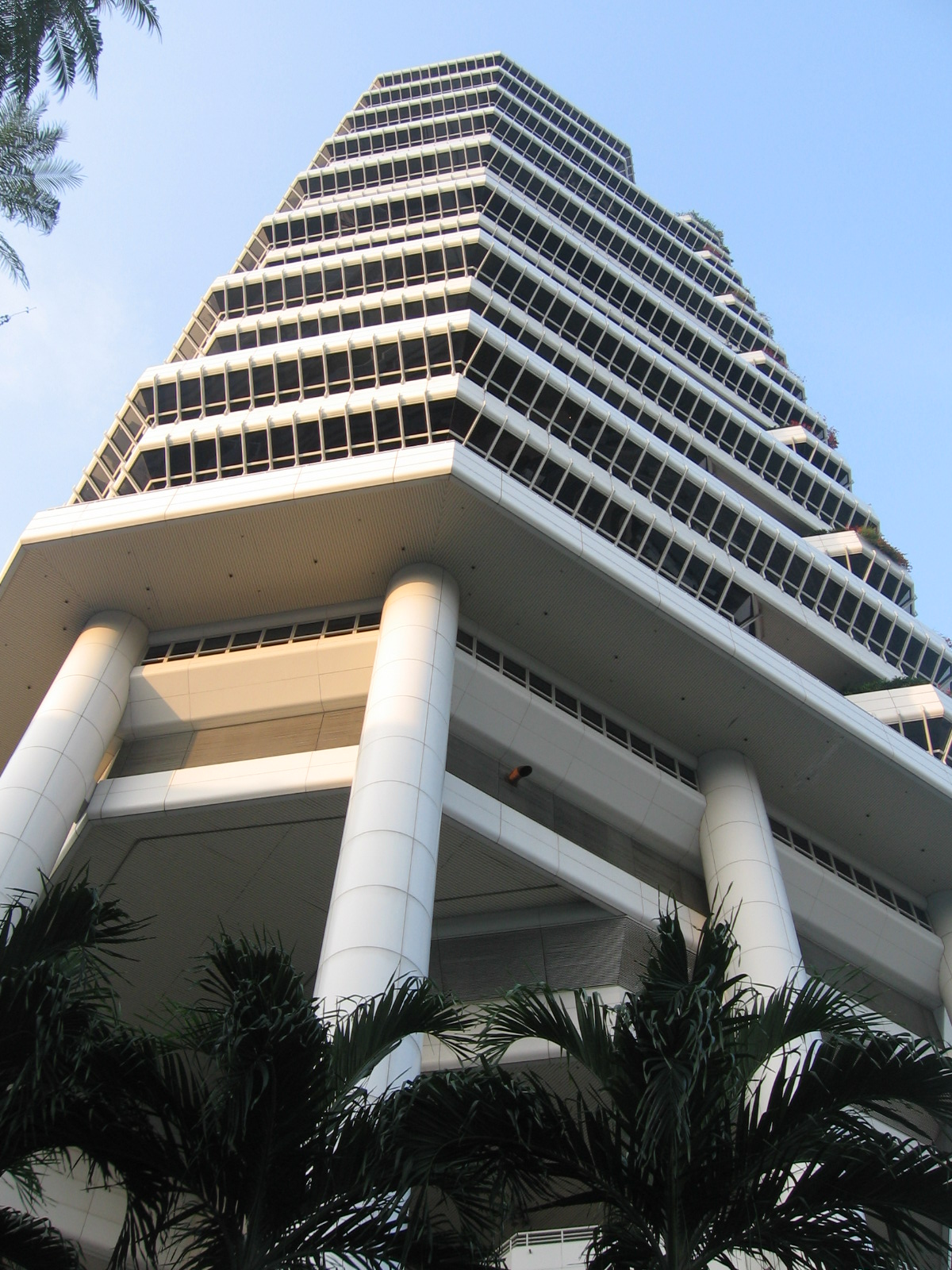
Gmach the Concourse w Singapurze (postmodernizm 1994)

Pilotis (z fr., l.mn. pilotis) – słupy unoszące bryłę budynku ponad powierzchnię otaczającego terenu. Występują jako element budowlany w wielu kulturach i rejonach świata. Pierwotnie funkcją pilotisów było pokonanie trudności terenowych w stawianiu budynków oraz ochrona przed skutkami działań wód morskich i oceanów. Określenie jest również charakterystyczne dla architektury modernizmu i zostało rozpowszechnione przez Le Corbusiera[wymaga weryfikacji?]. Wykorzystał on znane od dawna pilotisy w nowych funkcjach. Dzięki użyciu pilotisów budynki wydają się być lżejsze oraz sprawiają wrażenie unoszenia się nad powierzchnią gruntu, a także nie zaburzają zastanego krajobrazu. Le Corbusier w swoich osobiście ilustrowanych publikacjach przedstawiał pilotisy jako elementy, które pozostawiają wolny parter domu na bujną roślinność, ludzi, ich samochody i krajobraz w tle. Oprócz tego Le Corbusier widział w pilotisach urzeczywistnienie swojej filozofii projektowania, jak choćby pojmowania domu jako „maszyny do mieszkania”. Le Corbusier po raz pierwszy zastosował żelazobetonowe słupy (fr. pilotis) w zaprojektowanej przez siebie modernistycznej willi bliźniaczej La Roche-Jeanneret w Paryżu w 1923, gdzie dzięki słupom dom unosi się w powietrzu nad zazielenionym ogrodem.